# Мемориально-парковый комплекс героев Первой мировой войны
Мемориа́льно-па́рковый ко́мплекс геро́ев Пе́рвой мирово́й войны́ — парк, расположенный в районе Сокол Северного административного округа Москвы. Площадь парка — 11,2 га.
Ранее на месте парка находилось Московское городское Братское кладбище жертв Первой мировой войны, открытое в 1915 году. В советское время кладбище было ликвидировано, а на его месте разбит парк. В последние десятилетия в парке появился ряд мемориалов и построена часовня в память о погибших. Территория парка является объектом культурного наследия регионального значения.

## Расположение
Парк расположен по адресу: Новопесчаная улица, владение 12. Границами парка являются:
- С севера — Песчаная улица.
- С востока — территория медицинского центра ОАО «Аэрофлот», красная линия застройки и Новопесчаная улица.
- С юга — двор дома № 14 по Новопесчаной улице и территория детского сада № 2082.
- С запада — Песчаный переулок (от территории детского сада до пересечения с Песчаной улицей).

В трёхстах метрах от парка расположена станция метро «Сокол». Кроме того, до парка можно доехать и наземным транспортом: автобусами № 26, 100, 175, 291, 597, 691, т19, т59, т59к до остановки: «Станция метро Сокол», а также автобусами № т65, т86, 403 до остановки: «Парк Героев Первой мировой войны».

## Название
Парк не имеет устоявшегося наименования. Официальное название — Парк мемориальный по ул. Новопесчаной, вл. 12 — не используется почти нигде, за исключением документов Правительства Москвы. В реестре объектов культурного наследия парк носит название: Братское кладбище для воинов, умерших в войну 1914 г., и для сестёр милосердия Московских общин. В публикациях чаще всего встречаются названия: Мемориально-парковый комплекс героев Первой мировой войны, Мемориальный парк, Братское кладбище, Парк у кинотеатра «Ленинград», Ленинградский парк. Реже можно услышать названия Песчаный парк, Братский парк и Парк на Таракановке.

## История

### Сад села Всехсвятского

Сад в 1818 году

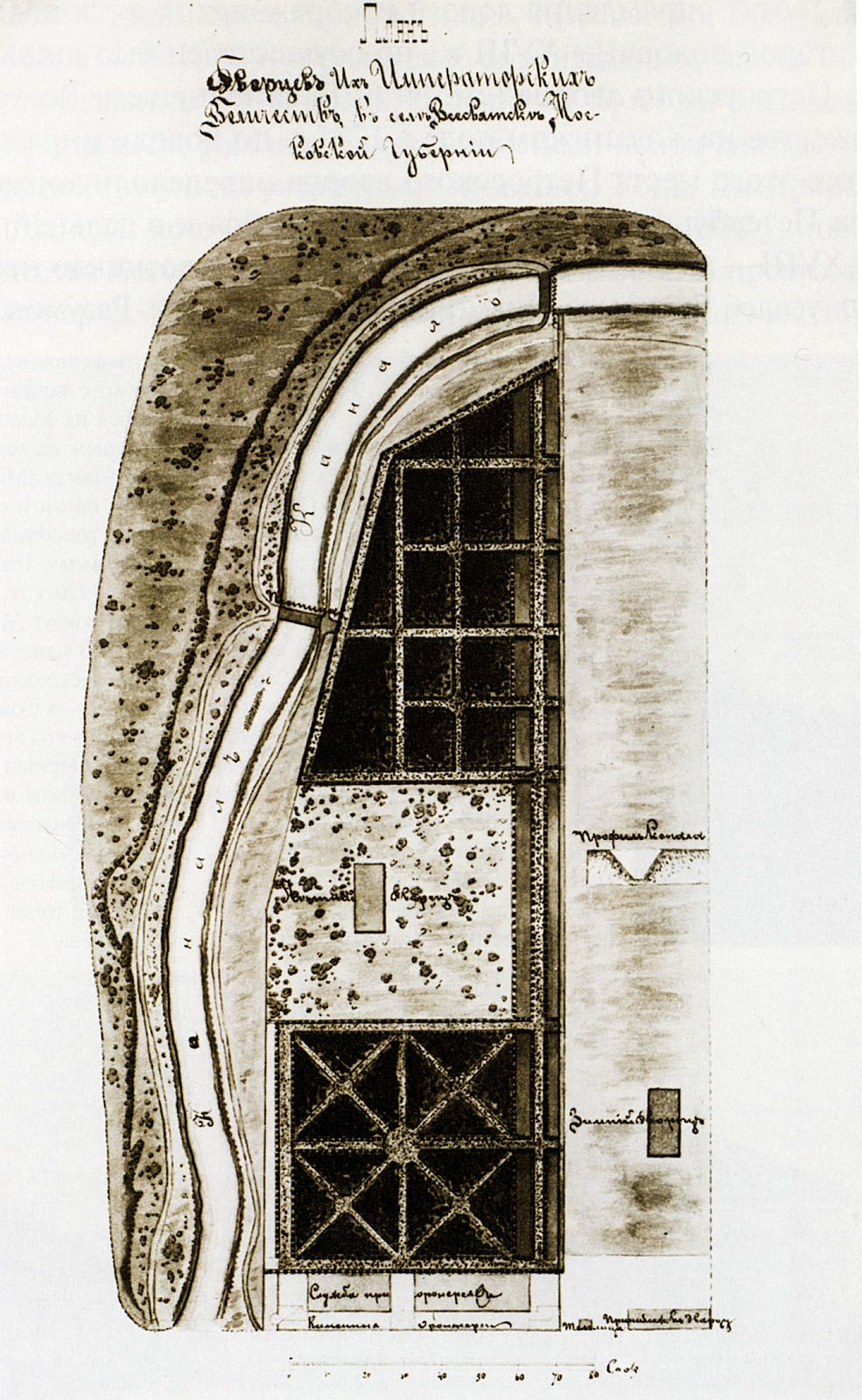
План строительства императорских дворцов в саду Всехсвятского

История парка начинается в XVIII веке. В то время здесь находилось подмосковное село Всехсвятское, которое принадлежало грузинским царевичам. Своего расцвета село достигло при князе Георгии Александровиче Грузинском, внуке царя Бакара III. При нём во Всехсвятском был поновлён зимний путевой дворец и выстроен летний. Рядом с дворцом был разбит роскошный сад с редкими растениями, а за ним — английский парк. В саду находилась большая оранжерея. Вдоль границы сада протекала речка Таракановка, на которой был создан пруд с искусственным островом.
В 1812 году Всехсвятское было разорено нашествием наполеоновской армии. Тем не менее вскоре село было восстановлено. В саду были установлены статуи российских воинов в разной военной форме и амуниции. На искусственном острове была построена беседка. По праздникам в ней пели цыгане, а гости катались по пруду в роскошных гондолах.
В 1801 году усадебный сад перешёл во владение Экспедиции кремлёвского строения. Вскоре начал разрабатываться план строительства в саду Всехсвятского императорских дворцов (рис. справа). Авторство этого проекта приписывается архитектору И. В. Еготову. В проекте схематически обозначены дворцы и канал, в который предполагалось превратить речку Таракановку. Но этот план остался нереализованным.
Если на карте 1818 года показана прямоугольная планировка парка, то на плане императорских дворцов такую планировку имеет лишь южная его часть. Планировка северной части сада стала диагональной. Такое расположение дорожек сохранилось до наших дней.
От Экспедиции московского кремлёвского строения сад переходит в частное владение. В 1816 году он становится собственностью молдавского господаря Маврокордато. В конце XIX века сад принадлежал его племяннице, графине Марье Александровне Санти, вышедшей замуж за генерала Леонида Петровича Софиано. Перед своей смертью в 1898 году она продала свои земли Анне Николаевне Голубицкой.

### Создание Братского кладбища
19 июля (1 августа) 1914 год Российская империя вступила в Первую мировую войну. Вскоре после этого великая княгиня Елизавета Фёдоровна выступила с инициативой создания братского кладбища в Москве. 6 (19) сентября на соединённом совещании городской управы и комиссии гласных по мероприятиям, вызванным войной 1914 года, была оглашена её телеграмма:
Не признаете ли вы возможным отвести на окраине Москвы участок земли под кладбище для умерших в московских лазаретах воинов настоящей войны. Их родственникам и нам всем утешительно будет знать точное место упокоения павших при защите нашей дорогой Родины героев и иметь возможность там помолиться.

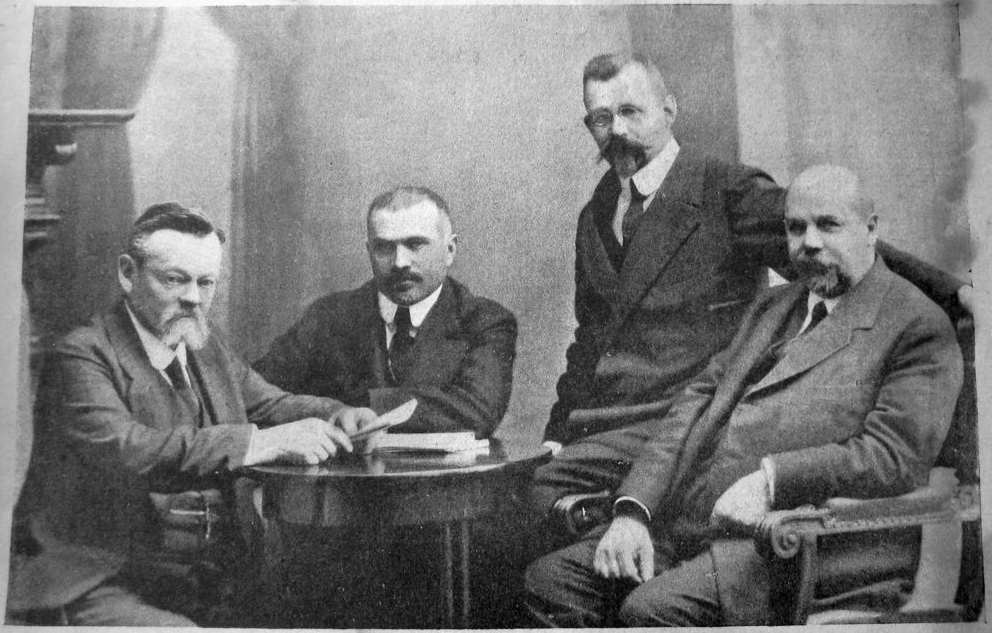
Устроители Братского кладбища: С. В. Пучков, А. В. Щусев, А. Н. Кельх, С. С. Шестаков

Совещание постановило «признать необходимым учреждение особого кладбища для воинов, павших в священной войне». Подкомиссию по созданию кладбища возглавил гласный Мосгордумы и главный врач Александровской (бывшей Гаазовской) больницы С. В. Пучков. На следующем совещании 9 (22) сентября он определил основную идею будущего мемориала:
Проектируемое кладбище должно быть не только во всех отношениях благоустроенным, но оно должно служить памятником великих событий, ныне нами переживаемых, а также памятником дружной объединенной работы общественных сил в деле оказания помощи жертвам войны, почему участок земли для кладбища должен быть значительного размера и на нем необходимо соорудить храм, по величине и архитектуре отвечающий указанной выше цели. Вместе с тем … на этом кладбище должно быть отведено место для погребения умерших сестер милосердия Московских общин, самоотверженно работающих в деле служения больным и раненым как в мирное, так и в военное время, и часто умирающих на своем посту от заразных болезней, а иногда и от неприятельского оружия.

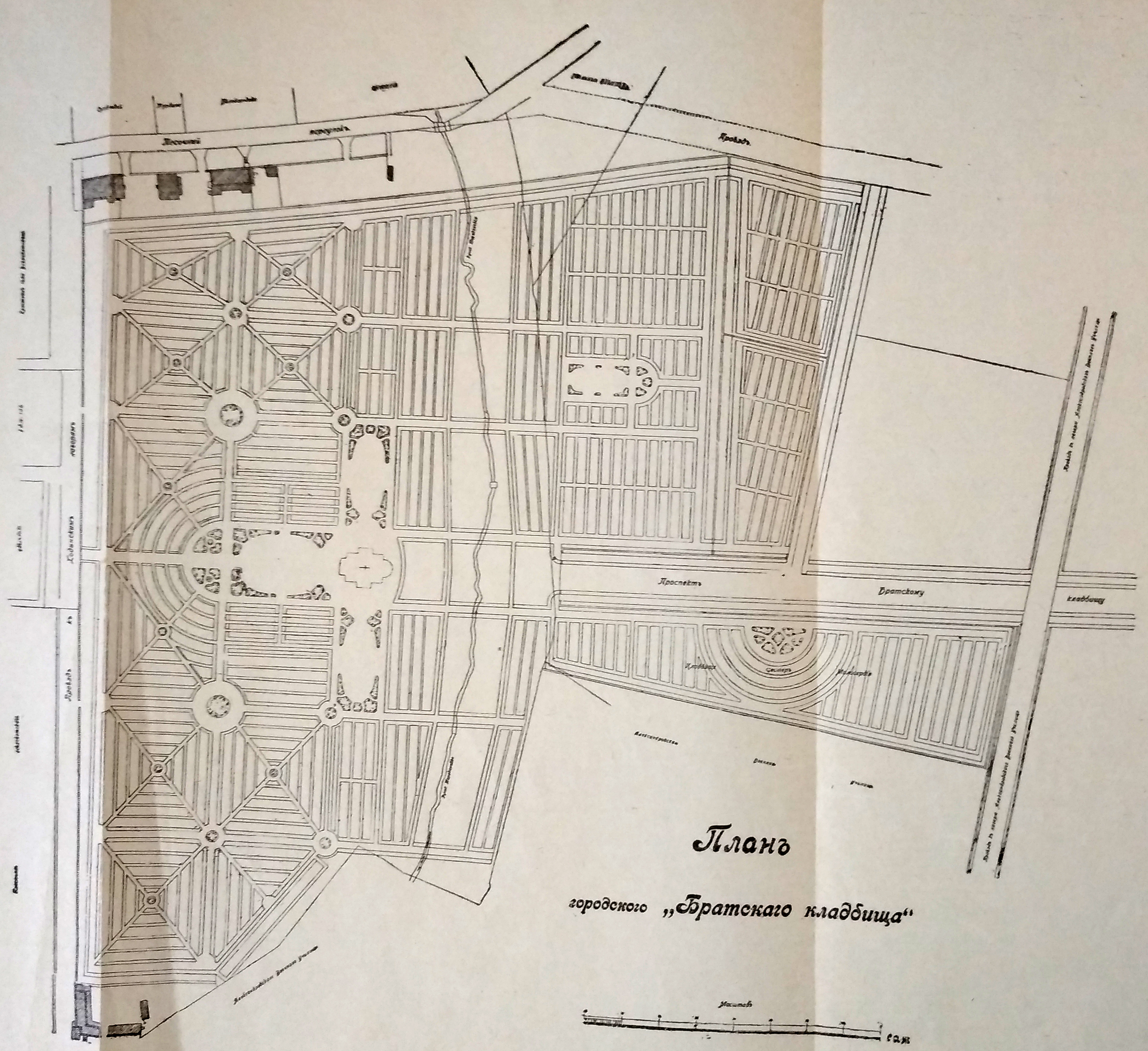
План Братского кладбища (1915 год)

Помимо этого, кладбище должно было располагаться недалеко от Москвы, иметь территорию не менее 10 десятин, к тому же местность должна была быть красивой и живописной.
22 октября (4 ноября) 1914 года на совещании Московской городской управы и комиссии гласных по мероприятиям, вызванным войной 1914 года, было принято решение о создании Братского кладбища. Для поиска подходящего участка в московских газетах были размещены объявления. В результате от частных лиц было получено 16 предложений, но от большинства из них пришлось отказаться.

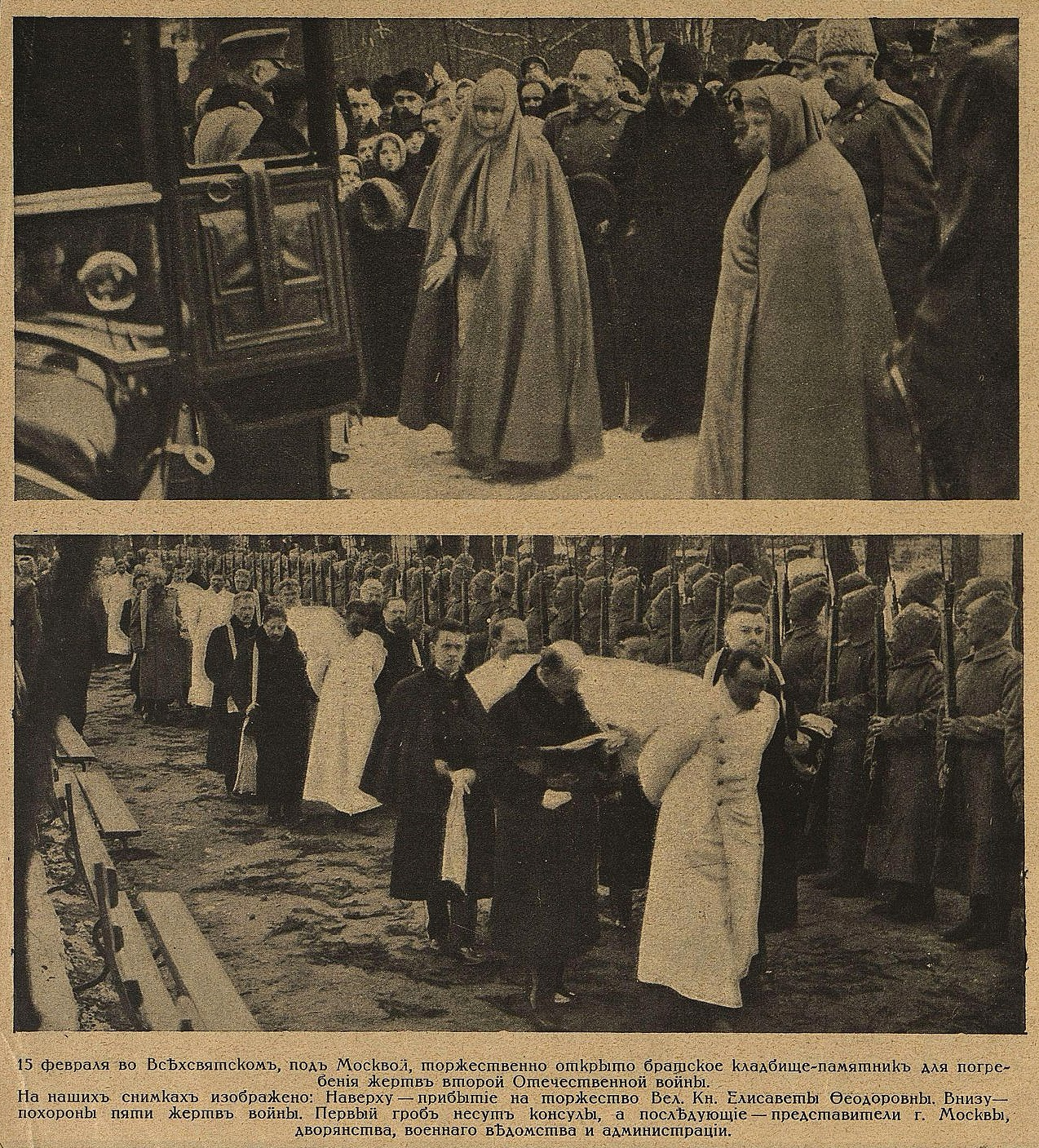
Всехсвятское. Торжественное открытие Братского кладбище-памятника. 15 февраля 1915 г.

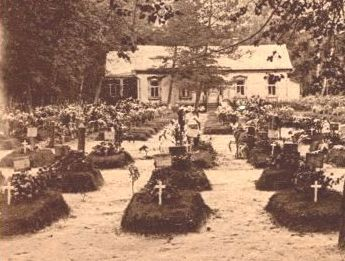
Временная часовня кладбища

С. В. Пучков организовал сбор пожертвований для строительства кладбища. Благодаря его стараниям в ноябре 1914 года за 271 000 рублей у А. Н. Голубицкой был куплен земельный участок — сад села Всехсвятского. В саду росли преимущественно старые липы, но были также ели и сосны. Площадь сада составляла 11 десятин, 279 кв. сажен.
Сразу после покупки участка начались работы по планировке Братского кладбища, которыми занялся инженер С. С. Шестаков. Он посещал Лесное кладбище в Риге и Братское кладбище в Севастополе, чтобы ознакомиться с их устройством. По мнению Шестакова, кладбище «должно было получить особое устройство, соответствующее его специальному назначению». Братское кладбище принципиально отличалось от традиционных некрополей большим количеством деревьев, между которыми располагались могилы. В основу композиции кладбища легла система диагональных дорожек усадебного сада. В центральной части был запланирован зелёный открытый партер с концентрически расположенными вокруг предполагаемого храма рядами могил (позднее храм решено было возвести в другом месте).
В начале 1915 года к работам по планировке кладбища подключился архитектор Р. И. Клейн, который предложил построить рядом с будущим храмом два музея, посвящённых войне. В одном из них предполагалось разместить соответствующую литературу, а в другом — военные трофеи. Вокруг кладбища предполагалось поставить неприятельские орудия и устроить подобие фортов.
10 (23) декабря попечитель кладбища С. В. Пучков выступал с докладом о состоянии дел перед Николаем II. После этого император распорядился увеличить территорию кладбища на восемь десятин за счёт удельных и государственных земель. Было принято решение о строительстве прямого проезда к кладбищу от Петроградского шоссе. В 1915 году Московская городская дума выделила на работы по устройству кладбища 71 520 рублей. Покровительство над Братским кладбищем взяла на себя Елизавета Фёдоровна.

### Братское кладбище в 1915—1917 годах
15 (28) февраля 1915 года состоялись открытие Братского кладбища с временной часовней и первые погребения. Церемония началась в церкви находившегося неподалёку Сергиево-Елизаветинского убежища увечных воинов Русско-японской войны. Епископ Можайский Димитрий отслужил там панихиду, после чего Елизавета Фёдоровна и другие официальные лица вместе с духовенством последовали на кладбище.

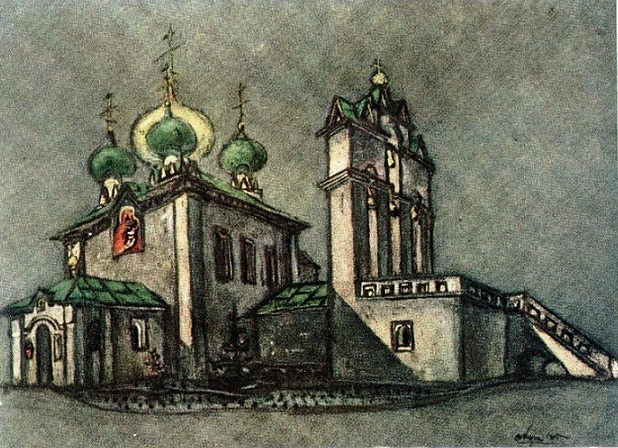
Эскиз храма Спаса Преображения

В часовне был совершён молебен, после чего состоялись похороны пятерых воинов, погибших на поле брани: сотника В. И. Прянишникова, старшего унтер-офицера Ф. И. Папкова, ефрейтора А. И.Анохина, рядовых Е. И. Гутенко и Я. Д. Салова. На похоронах присутствовали войска Московского гарнизона. Гробы несли георгиевские кавалеры, консулы союзных государств, городские гласные, а также командующий войсками А. Г. Сандецкий, московский губернатор граф Н. Л. Муравьёв и другие.

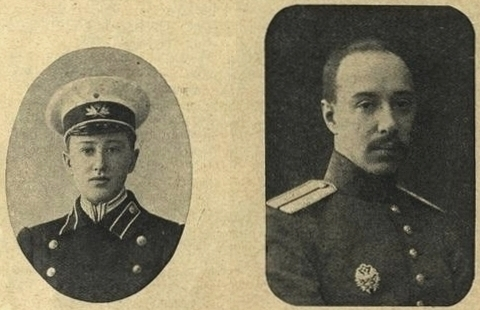
Братья Андрей и Михаил Катковы

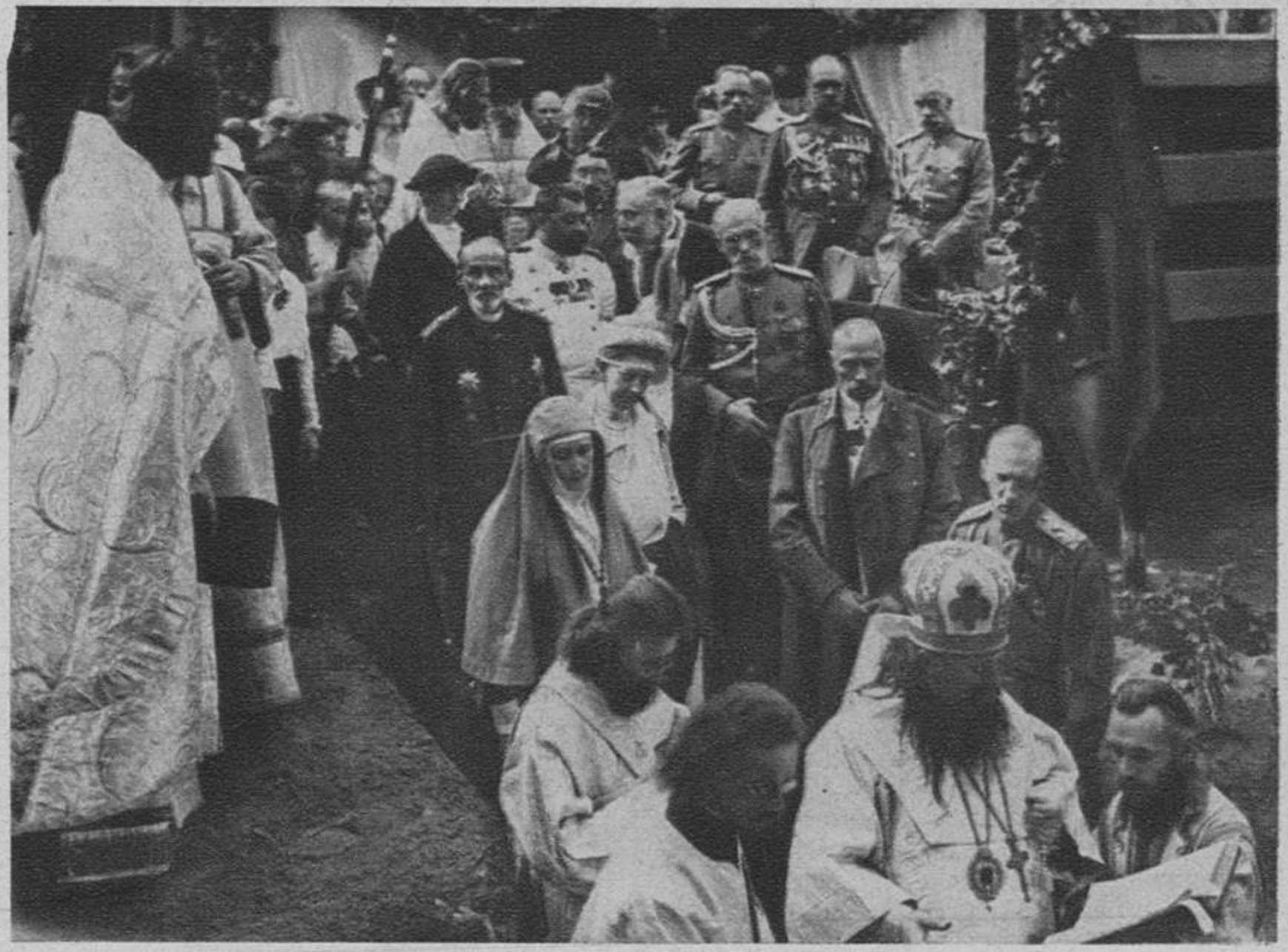
Елизавета Фёдоровна,
Иоанн Константинович и супруги Катковы на закладке храма

В будущем на кладбище предполагалось возвести церковь, однако денег на строительство у города не было. Тогда в Московскую городскую думу обратились супруги Катковы, потерявшие в войне двух сыновей. Они попросили разрешить им построить на Братском кладбище храм в честь праздника Преображения Господня с приделами во имя архангела Михаила и апостола Андрея Первозванного — по тезоименитству своих сыновей. Они выделили на строительство все необходимые средства. По предложению супругов Катковых архитектором храма стал А. В. Щусев.
Закладка первого камня Спасо-Преображенского храма состоялась 6 (19) августа 1915 года — в годовщину гибели братьев. 8 (21) августа 1916 года был освящён придел во имя Архангела Михаила. Придел во имя Андрея Первозванного освятили 15 (28) января 1917 года, тогда же в храме состоялась первая литургия и молебствие. Основной храм освятили в декабре 1918 года.

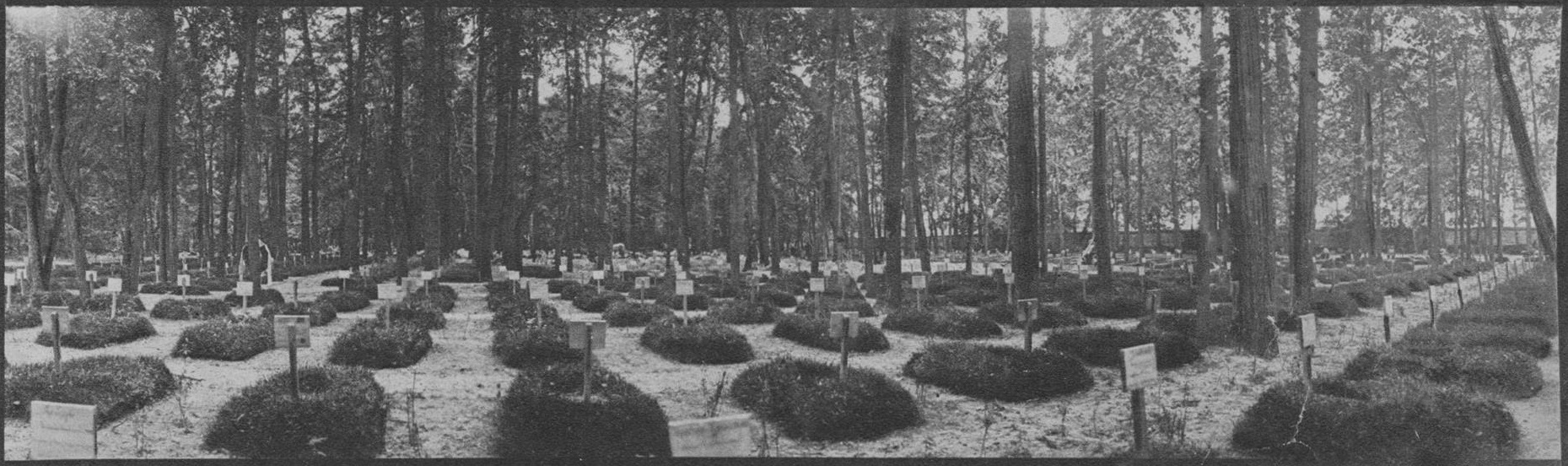
Могилы нижних чинов

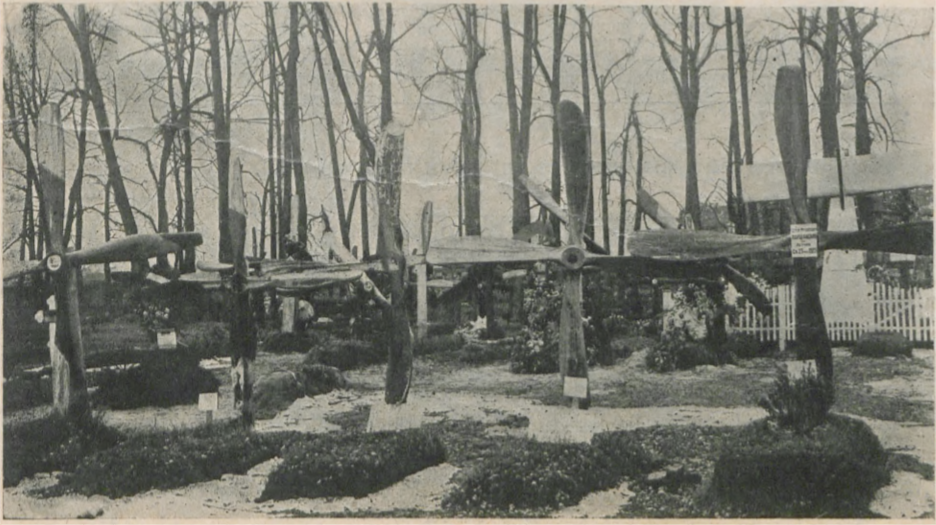
Могилы авиаторов

Кладбище было поделено на несколько секторов. В центральной части хоронили погибших православных воинов, рядом были отведены участки для членов общественных организаций и чинов Московского гарнизона. Существовали также католический, иудейский и магометанский секторы. Имелся отдельный участок для погребения сестёр милосердия. Вдоль центральной аллеи находились могилы офицеров. На западной аллее, называемой также «Аллеей лётчиков», хоронили авиаторов.
Из сестёр милосердия первой была погребена Ольга Иннокентьевна Шишмарёва, погибшая 28 марта (10 апреля) 1915 года в возрасте 19 лет от ран, полученных на передовых позициях. На Братское кладбище были привезены из Франции тела офицеров и солдат Русского экспедиционного корпуса. Хоронили на кладбище и представителей союзных государств: сербских солдат и офицеров, французских и английских военных лётчиков, воевавших в рядах русской армии.
Могилы на Братском кладбище располагались ровными рядами и не имели оград. На каждой из них была табличка с надписью и маленький деревянный крест. Среди прочих захоронений выделялись могилы авиаторов, на которых были установлены пропеллеры, снятые с боевых машин. Всего к 1919 году на территории Братского кладбища было похоронено 17,5 тысяч рядовых, 581 офицер, 51 сестра милосердия и 14 врачей. К тому времени кладбище занимало территорию в 25 десятин (около 27 га).
На Пасху 9 (22) апреля 1916 года более 500 москвичей пришли на Братское кладбище, чтобы отстоять утреню. Для удобства посетителей до расположенной рядом станции Серебряный Бор и обратно их доставлял специальный поезд. В полночь по кладбищу проследовал крестный ход, и на могилах было зажжено около 6000 поминальных свечей. 15 (28) мая 1916 года по инициативе хоругвеносцев трех московских церквей: святого Василия Кесарийского на Тверской-Ямской, святого Георгия в Грузинах и святого Ермолая на Садовой, на Братское кладбище проследовал торжественный крестный ход.
В 1916 году Мосгордума приняла решение возвести на Братском кладбище памятник погибшим на госпитальном судне «Портюгаль», затопленном немецкой подводной лодкой. Первое место в конкурсе проектов занял «Памятник Мировому страданию» скульптора И. Д. Шадра. Однако памятник так и не был построен.
24 апреля (7 мая) 1917 года С. В. Пучков обратился в Московскую городскую думу с предложением об устройстве на Братском кладбище музея войны как «наглядного памятника великих подвигов и жертв русского народа во время этого беспримерно грозного исторического события». Помимо военных орудий и соответствующей литературы, на территории музея планировалось создать композицию, передававшую боевую жизнь российской армии. Она должна была включать в себя окопы, ходы сообщения, землянки, блиндажи, лисьи норы, артиллерийские наблюдательные пункты, проволочные заграждения и тому подобное. Однако этому плану не суждено было осуществиться.

### Советский период

Братское кладбище в 1925 году

Парк в 1936 году

После Октябрьской революции 1917 года в Москве началось вооружённое восстание, которое длилось около недели и завершилось установлением в городе Советской власти. 26 ноября 1917 года на Братском кладбище состоялись похороны 37 человек, в основном юнкеров, погибших в боях с большевиками. Под впечатлением от этих похорон поэт А. Н. Вертинский написал свой знаменитый романс «То, что я должен сказать».
В период с 1918 по 1920 год, после объявления политики красного террора, на Братском кладбище и в его окрестностях большевиками проводились массовые расстрелы. 5 сентября 1918 года в районе Братского кладбища были расстреляны епископ Ефрем, протоиерей Иоанн Восторгов, министры внутренних дел Н. А. Маклаков и А. Н. Хвостов, председатель Государственного совета Иван Щегловитов и сенатор С. П. Белецкий. Назвать точное число жертв расстрелов не представляется возможным, так как достоверной статистики не существует.
Во время гражданской войны на Братском кладбище хоронили как воинов РККА, так и белогвардейцев. До середины 1920-х годов на «Аллее лётчиков» хоронили авиаторов, погибших при испытаниях самолётов.
В 1925 году Братское кладбище было закрыто для захоронений и передано в ведение Садово-паркового отдела Московского коммунального хозяйства. По воспоминаниям очевидцев, в 1926 году кладбище представляло собой «вид парка с клумбами в цветах, правильно расположенными дорожками, по сторонам которого видны с надписями и тысячи без надписей могилы…».
В 1932 году кладбище было ликвидировано. В центральной части бывшего кладбища был разбит парк площадью 9 га, а в северо-восточной части поставили парники. В 1934 году захоронения, востребованные родственниками, были перенесены на другие московские кладбища. Снесены были почти все надгробия, за исключением гранитного памятника на могиле студента С. А Шлихтера, но сами захоронения остались нетронутыми. Во время Великой Отечественной войны существенная часть деревьев была вырублена. Кладбище было окончательно ликвидировано в конце 1940-х годов, когда началось массовое строительство в районе Песчаных улиц, тогда же была снесена и Спасо-Преображенская церковь. Часть территории некрополя оказалась застроена.
К началу 1950-х годах парк находился в плохом состоянии. Многие столетние липы засыхали без должного ухода, заросли сирени были выломаны с корнем. По словам современников, парк превращался в «пыльный пустырь». В конце 1950-х началось благоустройство парка. В 1957—1958 годах было высажено 2600 деревьев и более 7000 кустов. Река Таракановка, протекавшая вдоль его границы, была заключена в коллектор, а в парке появился кинотеатр «Ленинград». Согласно распространённой легенде, кинотеатр стоит на месте снесённого храма Преображения Господня, однако это не соответствует действительности: храм Преображения располагался примерно в середине нечётной стороны улицы Луиджи Лонго. Помимо кинотеатра, в парке было сооружено бомбоубежище, два кафе и тир. Проект планировки парка был разработан архитекторами Ю. С. Гриневицким и С. В. Чаплиной.

### Восстановление мемориала
Во время перестройки ряд общественных организаций и частных лиц высказались за воссоздание мемориала на месте Братского кладбища. В конце 1980-х на центральной клумбе парка был установлен деревянный крест в память о жертвах Первой мировой войны. В последующие годы по инициативе частных лиц и казачьих организаций в парке устанавливаются всё новые мемориалы: закладной камень, стела и несколько плит. В 1995 году был создан Фонд по восстановлению Всероссийского Всехсвятского братского военного кладбища.
В то же время в парке совершается ряд актов вандализма. В период с 1990 по 1992 год неизвестные трижды ломали деревянный крест. Зимой 1995 года вандалы разбили мемориальную плиту со списком первых солдат, похороненных на кладбище. В мае 1997 года неизвестные ломами разбили гранитный постамент креста, установленный в 1996 году. Согласно некоторым предположениям, к актам вандализма причастна коммерческая структура, которая в середине 1990-х хотела построить в парке торгово-развлекательный центр.
В 1998 году при поддержке Правительства Москвы в юго-западной части парка создаётся мемориальная зона, площадью 0,78 га. На холме, с которого зимой катаются дети, возводится новая часовня Спаса Преображения. Рядом с ней устанавливаются четыре мемориальных знака из белого камня. Во избежание вандализма этот сектор был ограждён забором. Мемориал был открыт 8 ноября 1998 года в канун 80-летия со дня окончания Первой мировой войны. Кресты и памятные плиты, установленные в парке ранее, были перенесены за ограду расположенного рядом храма Всех Святых во Всехсвятском, став частью другого мемориала «Примирение народов».
Летом 2001 года Московская городская дума утвердила список из 18 монументов, которые предполагалось установить в Москве в ближайшее время. Одним из них был памятник погибшим в Гражданской войне, который предполагалось установить в северной части парка. Однако этот проект не был реализован.

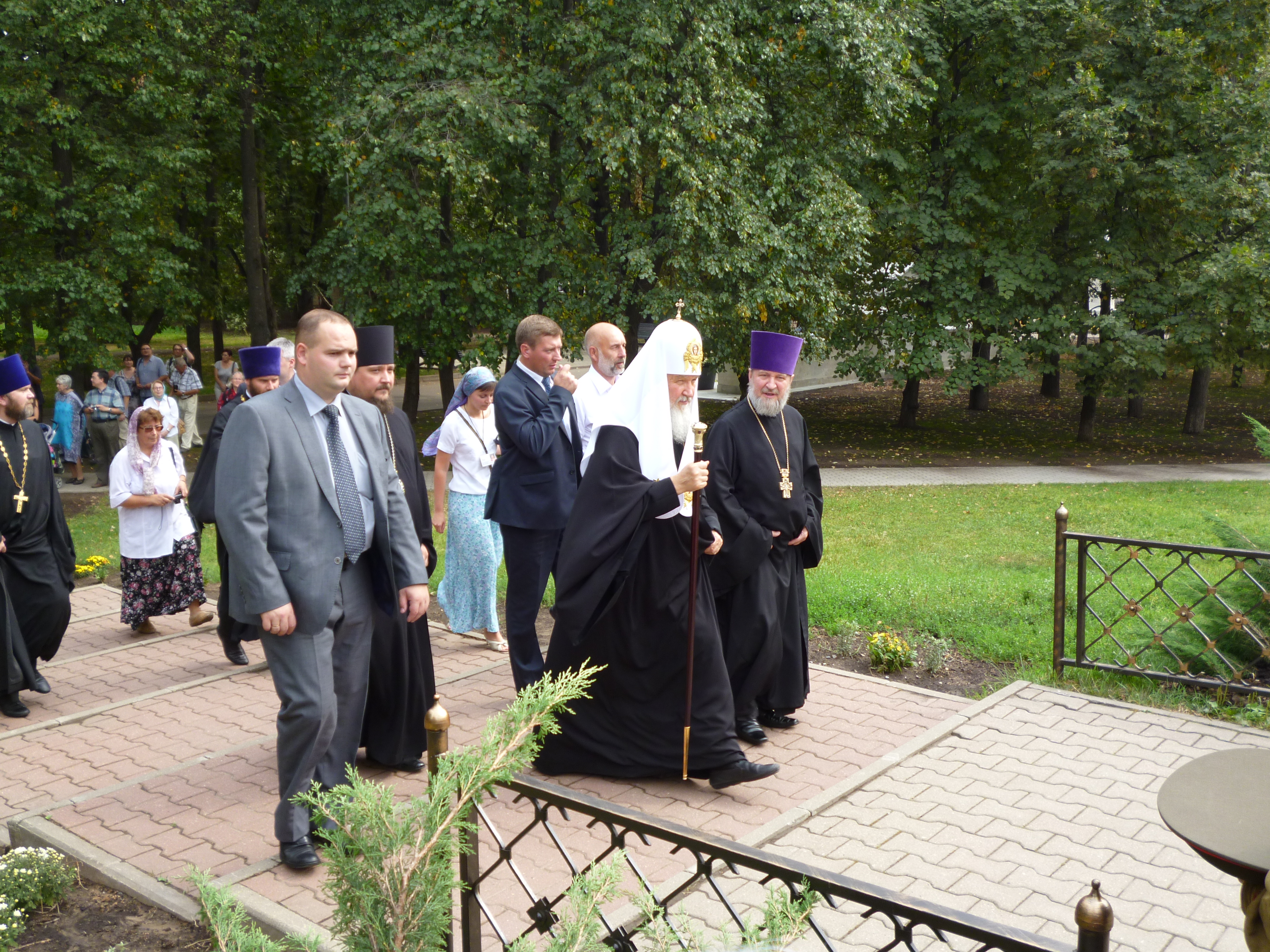
Патриарх Кирилл посещает часовню

В 2002 году выходит постановление Правительства Москвы, согласно которому мемориальный комплекс планируется создать на всей территории парка. В связи с этим в парке проводятся работы по благоустройству, сооружается новый забор и устанавливается ряд памятных знаков. В ходе этих работ в парке были снесены тир и кафе «Лунный свет». 1 августа 2004 года состоялась торжественная церемония открытия мемориального комплекса, приуроченная к 90-летию начала Первой мировой войны. На церемонии открытия присутствовали вице-мэр Москвы Валерий Шанцев, делегации стран-союзниц России в Первой мировой войне и другие почётные гости.

### Парк сегодня

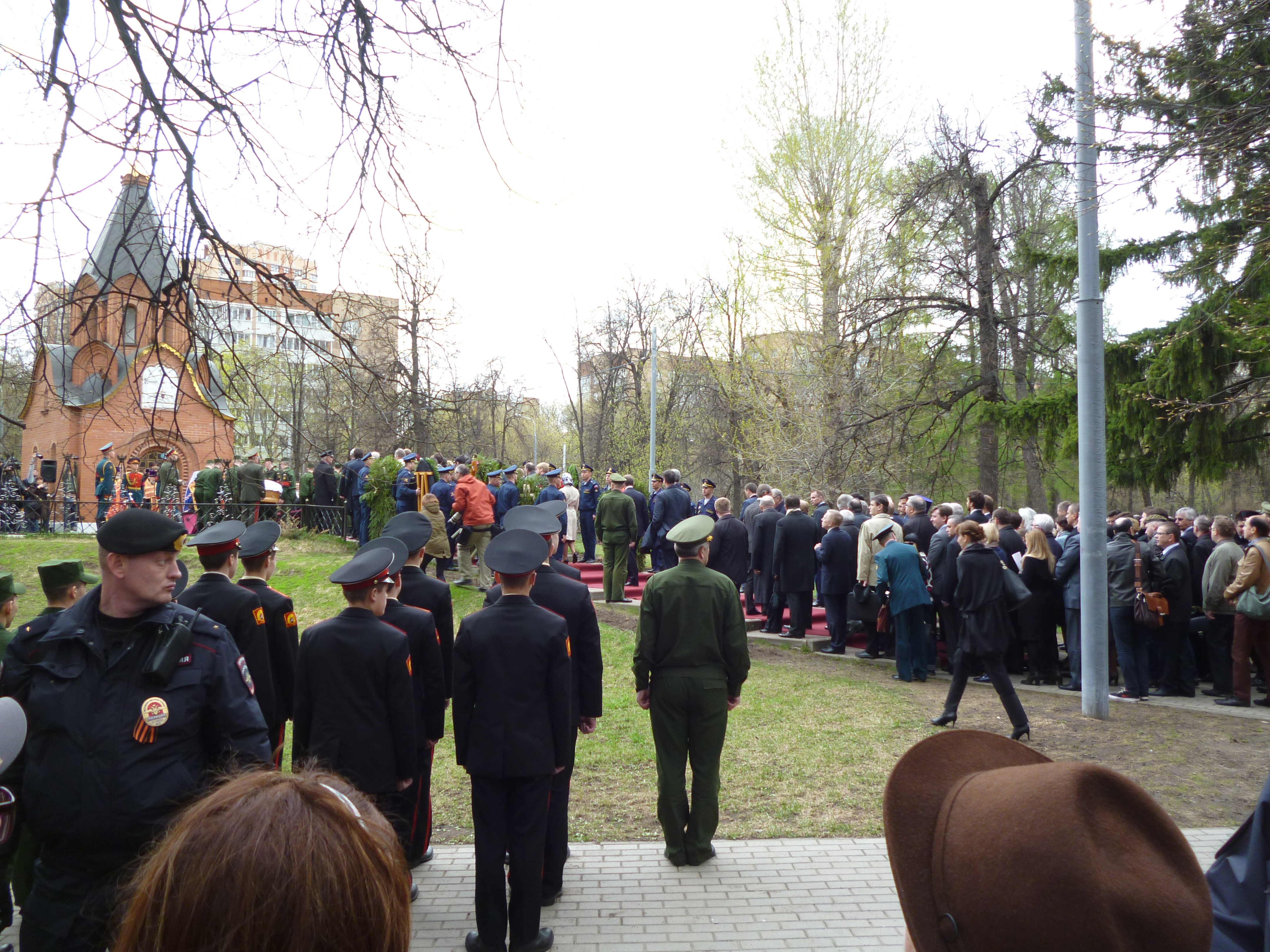
Перезахоронение Николая Николаевича

У некоторых общественников вызывает возмущение тот факт, что жители окрестных домов по-прежнему выгуливают своих собак на территории бывшего Братского кладбища. После открытия Мемориального комплекса в парке периодически устанавливаются таблички с запретом выгула животных. Однако эта мера оказывается безрезультатной.
В парке периодически проводятся съёмки фильмов, сериалов, рекламных роликов и телевизионных передач. По праздникам в парке проходят различные мероприятия: выступления коллективов самодеятельности и профессиональных артистов, игры, эстафеты и прочее. В день памяти жертв Первой мировой войны в парке проходят траурные мероприятия и митинги.
Летом 2014 года жители района митинговали и собирали подписи против сноса кинотеатра «Ленинград» и строительства на его месте торгово-развлекательного комплекса большей площади. Против строительства было собрано более 7 тысяч подписей, и в августе стало известно, что проект отменён.

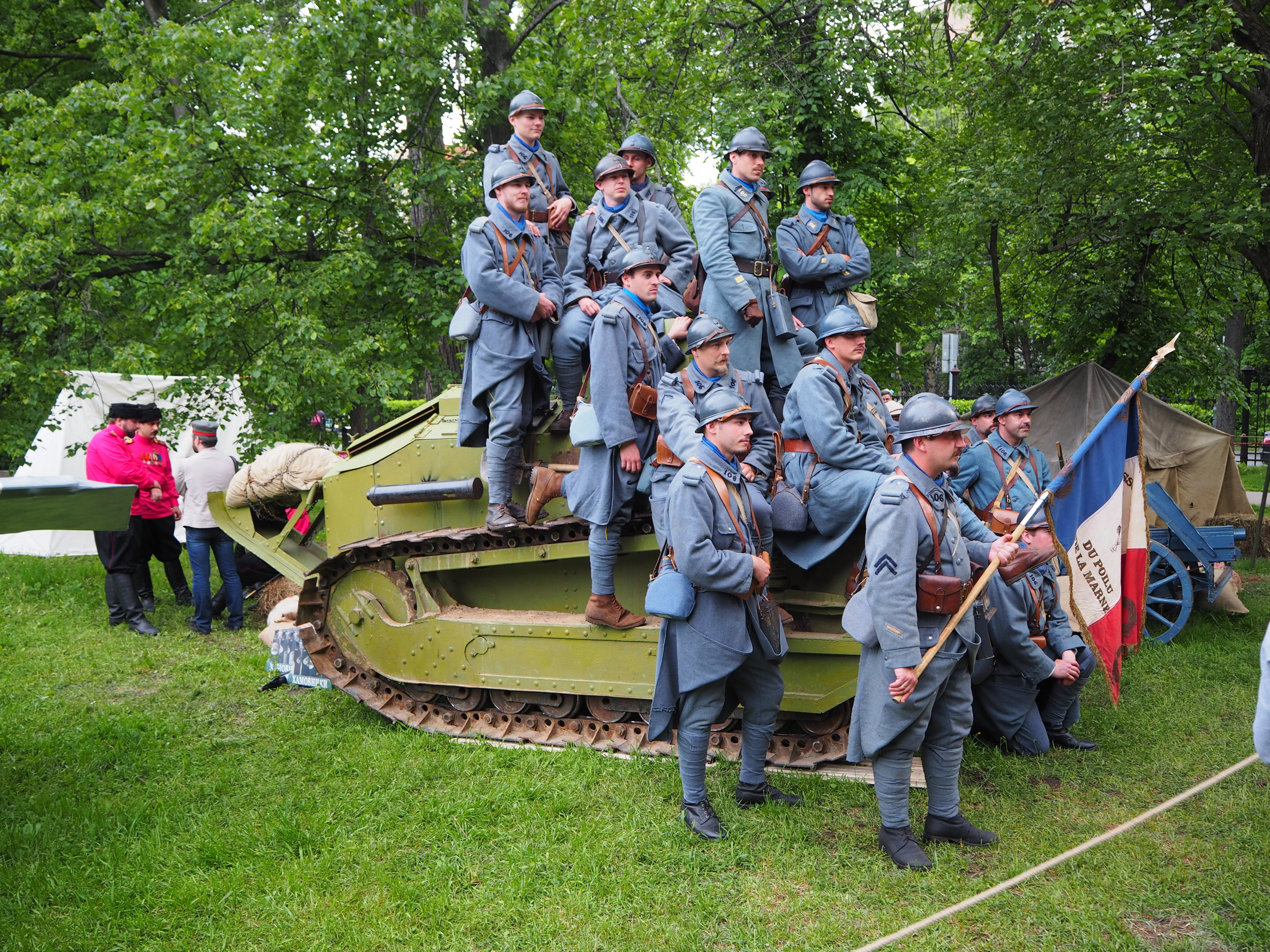
Французские реконструкторы на броне танка Renault FT-17

К 100-летию начала Первой мировой войны в парке проводились работы по благоустройству и реставрации памятных знаков. В парке были установлены новые фонарные столбы и скамейки, обновлены сооружения на детских площадках. При этом в ходе земляных работ были случаи вскрытия захоронений. 1 августа 2014 года, в день 100-летия со дня вступления России в Первую мировую войну, парк посетил патриарх Кирилл. Он совершил заупокойную молитву в часовне Спаса Преображения на Братском кладбище, затем возложил цветы к обелиску «Павшим в Мировой войне 1914—1918 годов».
30 апреля 2015 года в часовне Спаса Преображения были перезахоронены останки великого князя Николая Николаевича Младшего и его супруги великой княгини Анастасии Николаевны. На церемонии присутствовали спикер Госдумы Сергей Нарышкин, патриарх Кирилл, мэр Москвы Сергей Собянин, заместитель министра обороны Николай Панков, князь Димитрий Романович с супругой и князь Ростислав Ростиславович. Заупокойную литию совершил митрополит Волоколамский Иларион. Солдаты почётного караула совершили три залпа в память о великом князе, после чего прах был предан земле.
Летом 2015 года московские СМИ сообщили о том, что в бомбоубежище, расположенном на территории парка, открыли бар и кальянную. Многие местные жители были недовольны тем, что среди захоронений героев войны действует подобное заведение. Вскоре это кафе было закрыто.
5 мая 2017 года в Мемориальном парке состоялся крестный ход, по окончании которого состоялась торжественная закладка в стену часовни Спаса Преображения капсулы с землёй из Калининградской области, с мест боёв Первой мировой войны. С 8 по 11 июня 2017 года Мемориальный парк стал одной из площадок городского фестиваля исторической реконструкции «Времена и эпохи. Собрание». Были представлены солдатский лагерь, полевой госпиталь, гражданские увеселения начала XX века. У бомбоубежища были установлены танк Renault FT-17, бронеавтомобили «Остин Путиловец» и «Маннесманн-Мулаг», макеты самолётов «Илья Муромец» и «Фоккер».

## Планировка
1 — Часовня Спаса Преображения на Братском воинском кладбище

2 — Часовенный столб

3 — Памятный крест

4 — Обелиск «Павшим за свободу и независимость Родины»

5 — Стена памяти

6 — Памятный знак на месте снесённой часовни

7 — Могила С. А. Шлихтера

8 — Памятник российским авиаторам

9 — Обелиск «Павшим в Мировой войне 1914—1918 годов»

10 — Памятник российским сёстрам милосердия

11 — Охранная доска

12 — Памятный знак «Мемориально-парковый комплекс героев Первой мировой войны»

13 — Закладной камень Братского кладбища

14 — Скульптура «Лани»

15 — Мемориальная плита «Павшим в Великой Отечественной войне»

16 — Кафе «Лунный свет» (на реконструкции)

17 — Кинотеатр «Ленинград»

18 — Парк-кафе «Романов»

19 — Бесплатный общественный туалет

20 — Сторожка

21 — Бомбоубежище

22 — Площадка для выступлений

## Памятники и скульптуры

### Установленные в 1998 году

Обелиск «Павшим за свободу и независимость Родины»

В 1998 году в юго-западной части парка была создана мемориальная зона площадью 0,78 га. Элементами мемориала стала часовня Спаса Преображения и четыре памятных знака из белого камня. Часовня находится на возвышении, а вокруг неё проходит дорожка, выложенная красной плиткой. Эта аллея, образующая ромб, повторяет первоначальную планировочную структуру Братского кладбища. На круглых площадках в двух противоположных вершинах ромба расположены мемориальные знаки: часовенный столб и памятный крест. Два других памятных знака установлены в южной части центральной аллеи парка.
- Обелиск «Павшим за свободу и независимость Родины» расположен на юге парка, в центре круглой клумбы. От неё берёт начало центральная аллея, пересекающая парк с юга на север по прямой. Обелиск венчает позолоченный двуглавый орёл. На лицевой грани выгравированы слова: «Павшим за свободу и независимость Родины». На трёх других гранях — скульптурные изображения воинских наград, среди них: Георгиевский крест, звезда к ордену Святого Георгия, а также орден Красной Звезды[82].

- Стена памяти установлена на центральной аллее парка неподалёку от обелиска «Павшим за свободу и независимость Родины». На лицевой части находится барельеф в виде двуглавого орла и надпись: «Москва павшим российским воинам». В тёмное время суток мемориал подсвечивается.
- Памятный крест расположен к северу от часовни Спаса Преображения. Изготовлен из белого камня в форме кельтского креста. На перекрестии выгравирована надпись, выполненная в дореволюционной стилистике: «В память вождей и воинов на поле брани за веру и отечество живот свой положивших».
- Часовенный столб расположен к югу от часовни Спаса Преображения. На верхушке столба церковная главка золотистого цвета. На ней — крест с полумесяцем. Никаких надписей этот мемориальный знак не содержит.

### Установленные в 2004 году

Обелиск «Павшим в Мировой войне 1914—1918 годов»

1 августа 2004 году к 90-летию начала Первой мировой войны на территории парка был открыт мемориальный комплекс. Были проведено благоустройство парка, установлены несколько новых памятных знаков и художественная ограда. На территории всего парка были разбиты цветники, основные акценты сделаны у памятных знаков. В том же году на конкурсе «Ландшафтная архитектура» парк оказался на первом месте в номинации «Общегородские территории» (авторы: «Моспроект-4»; архитектор: А. И. Хомяков; инженеры: Е. А. Семенова-Прозоровская, В. П. Тимофеев; главные специалисты: Е. Ф. Борзых, С. И. Новгородова, Т. А. Лякина; архитекторы-реставраторы: В. Н. Шарапов , А. А. Буравцев, Л. С. Семенова).
- Обелиск «Павшим в Мировой войне 1914—1918 годов» установлен у северной границы парка. Он завершает перспективу центральной аллеи. Обелиск состоит из массивного основания, на котором стоит колонна. На вершине колонны — парящий бронзовый сокол. В центральной части колонны находится небольшой прямоугольный выступ, на котором золотой краской начерчен символ — «Всевидящее Око». На основание памятника нанесена надпись: «Павшим в Мировой войне 1914—1918 годов»[86]. Автор скульптурной части памятника — А. А. Пирогов[87].

- Памятник российским авиаторам расположен на западной аллее парка — бывшей «аллее лётчиков»[83]. Памятник представляет собой колонну, стоящую на прямоугольном основании. Верхнюю часть колонны обрамляет бронзовый венок. На вершине памятника — скульптура в виде авиационного пропеллера с птичьими крыльями. В нижней части колонны — прямоугольный выступ с выгравированной на нём надписью: «Российским авиаторам похороненным на Московском городском Братском кладбище».
- Памятник российским сёстрам милосердия установлен в северной части парка неподалёку от обелиска «Павшим в Мировой войне 1914—1918 годов». Напротив него — небольшая круглая клумба. Памятник представляет собой каменный обелиск. В верхней части имеет форму купола, на котором изображён медицинский крест. В центральной части — узорчатый рисунок и надпись: «Российским сёстрам милосердия».
- Памятный знак на месте снесённой часовни находится на центральной аллее парка. Обозначает место, где находилась временная часовня Братского кладбища. Представляет собой белую стену, имеющую форму трёх церковных куполов, соединённых воедино. В центральной части имеет два узких продолговатых отверстия в виде бойниц. В верхней части — православный крест. В нижней части — вкрапления из булыжников. В центре расположена мемориальная табличка: «На этом месте в 1915-25 гг. находилась часовня Московского городского Братского кладбища».
- Стела «Мемориально-парковый комплекс героев Первой мировой войны» установлена у главного входа в парк со стороны метро «Сокол». Представляет собой стену из светло-серого камня[86]. В левой части — обелиск с изображённым на нём православным крестом. На стене крупным шрифтом нанесена надпись: «Мемориально-парковый комплекс героев Первой мировой войны Бывшее Московское городское Братское кладбище».
- Охранная доска установлена на большом гранитном камне-валуне справа от главного входа в парк. Она свидетельствует о том, что Мемориально-парковый комплекс является объектом истории и культуры. Текст на охранной доске: «Памятник истории и культуры Московское городское Братское кладбище для воинов, умерших в войну 1914 года, и для сестёр милосердия московских общин. Открыто 15 февраля 1915 года. Охраняется государством».

### Установленные в другие годы

Могила С. А. Шлихтера

- Надгробие на могиле С. А. Шлихтера — это единственное сохранившееся надгробие Братского кладбища. Расположено возле центральной клумбы парка. Студент Московского университета и георгиевский кавалер Сергей Александрович Шлихтер был ранен в 1916 году в бою под Барановичами и скончался по пути в Москву от припадков удушья[88]. Массивный камень из красного гранита был установлен на его могиле в начале 1920-х годов. Автор мемориала — скульптор C. Д. Меркуров[30][56]. Существует две версии, почему это надгробие не уничтожили вместе с остальными. По одной версии, этого не допустил отец С. А. Шлихтера, соратник В. И. Ленина и высокий партийный функционер А. Г. Шлихтер. Согласно легенде, он закрыл памятник собой со словами «Уничтожайте и меня вместе с ним»[25][48]. По другой версии, тяжёлый надгробный камень просто не смогли сдвинуть с места. На лицевой части камня выгравированы слова: «Студент Московского университета Сергей Александрович Шлихтер родился 31 декабря 1894 г. ранен в бою под Барановичами 20 июня 1916 г. скончался 25 июня 1916 г.». Надпись на правой стороне: «Жертве империалистической войны». Надпись на левой стороне: «Как хороша жизнь. Как хорошо жить. Из дневника с войны С. А. Шлихтера».

- Катальная горка «Петух» была установлена во второй половине 1960-х годов на детской площадке, ближайшей к северо-восточному входу в парк[89]. Скульптура была изготовлена из цветного бетона, имитирующего гранит. Её автор, скульптор Н. Н. Богданова, вдохновлялась русской народной игрушкой[90]. Горка была демонтирована в 2004 году, во время реконструкции парка.
- Скульптура «Лани» («Материнство») расположена слева от главного входа в кинотеатр «Ленинград». Скульптор А. М. Белашов изготовил её[91] в 1976 году, а годом позже скульптуру установили в парке[92]. Скульптура стоит на метровом постаменте, облицованном гранитными плитами. В нижней части скульптуры имеется надпись «Белашов 76» (видна в правом нижнем углу на представленной ниже фотографии).

Первоначально на том же постаменте стояла алюминиевая композиция «Мальчик с ланью», также работы скульптора А. М. Белашова и архитектора Б. В. Зайончковского, но в итоге её заменили на нынешнюю, выполненную из бронзы. Копия московской скульптуры «Лани» была установлена также в центральном парке Днепродзержинска (ныне — Каменское, Украина). Копии этой скульптуры также были выполнены в виде фарфоровых статуэток.
- Закладной камень Братского кладбища был установлен 27 сентября 1992 года на центральной клумбе парка. Автор памятника — скульптор В. М. Клыков[62]. На гранитном камне была надпись: «На этом месте будет сооружен памятник всем россиянам павшим в войне 1914—1918 годов. Память народа священна»[99]. В 2004 году во время благоустройства парка закладной камень был перемещён к главному входу. Надпись на камне со временем утрачена.

- Мемориальная плита «Павшим в Великой Отечественной войне» была установлена 9 мая 2000 года неподалёку от часовни Спаса Преображения. На камне выгравирована надпись: «Вечная память героям, павшим в Великой Отечественной войне 1941—1945. 9 мая 2000 г.»[82]. К 70-летию Победы справа от плиты был установлен металлический памятный знак.
- Памятные плиты у могилы С. А. Шлихтера были установлены в 2013—2014 годах по инициативе общественной организации «Добровольческий корпус». Мемориальная плита «Дочерям России павшим в войнах XX века» была установлена 31 октября 2013 года слева от памятника Шлихтеру. Плита посвящена памяти сестры милосердия Любови Петровны Константиновой (1895—1917), в возрасте 22 лет умершей от тифа в санитарном поезде на станции Могилёв-Подольский, и установлена на месте её захоронения. Памятная надгробная плита сёстрам милосердия Ольге Шишмарёвой и Вере Семёновой, погибшим в годы Первой мировой войны, была торжественно открыта 6 мая 2014 года[100]. Она установлена вблизи их захоронений. Ольга Шишмарёва была первой сестрой милосердия, похороненной на Братском кладбище. Она служила вместе с Сергеем Шлихтером и получила смертельное ранение у него на глазах. Третья плита посвящена сотнику В. И. Прянишникову и «казакам и всем русским людям, погибшим в годы войн и репрессий XX—XXI веков». Сотник В. И. Прянишников был в числе первых похороненных на Братском кладбище в день его открытия. Церемония открытия плиты прошла 11 ноября 2014 года в присутствии представителей посольств стран-участниц Первой мировой войны[101].

|                  |              |                |
| Часовенный столб | Стена памяти | Памятный крест |

Памятник авиаторам
Памятник сёстрам милосердия
Памятный знак «Мемориально-парковый комплекс героев Первой мировой войны»
Памятный знак на месте часовни

|                   |                |                                     |                                               |
| Скульптура «Лани» | Охранная доска | Закладной камень Братского кладбища | Мемориал павшим в Великой Отечественной войне |

## Здания и сооружения

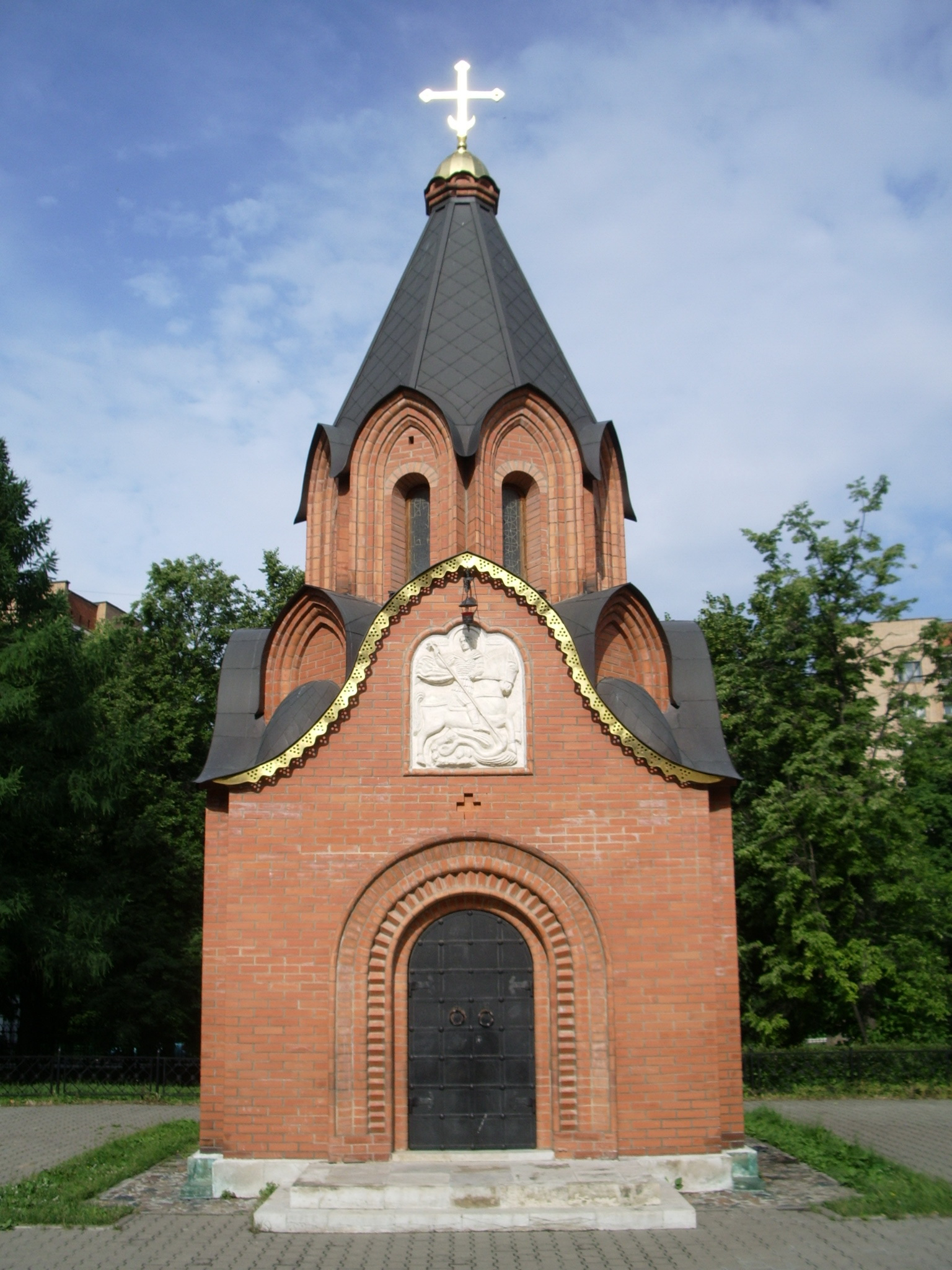
Часовня

- Часовня Спаса Преображения на Братском воинском кладбище является центром мемориального комплекса. Она расположена на холме в юго-западной части парка. Построена по инициативе администрации Северного округа, управы района Сокол и военно-исторической ассоциации «Добровольческий корпус». Проект часовни был разработан бригадой № 5 института «Спецпроектреставрация» под руководством архитектора Л. С. Семёновой[102]. 8 ноября 1998 года состоялось торжественное открытие часовни. К основанию часовни была высыпана земля, взятая с зарубежных мест захоронения россиян, погибших на Первой мировой войне[65]. Часовня получила своё название в память о храме Спаса Преображения[103], который был построен на Братском кладбище в 1915—1918 годах и снесён в советское время. Небольшую шатровую часовню из красного кирпича венчает главка с крестом[82]. Вход в часовню — со стороны центральной аллеи парка. Над входом — белокаменный барельеф с изображением Георгия Победоносца. Часовня приписана к Храму Всех Святых во Всехсвятском[104].

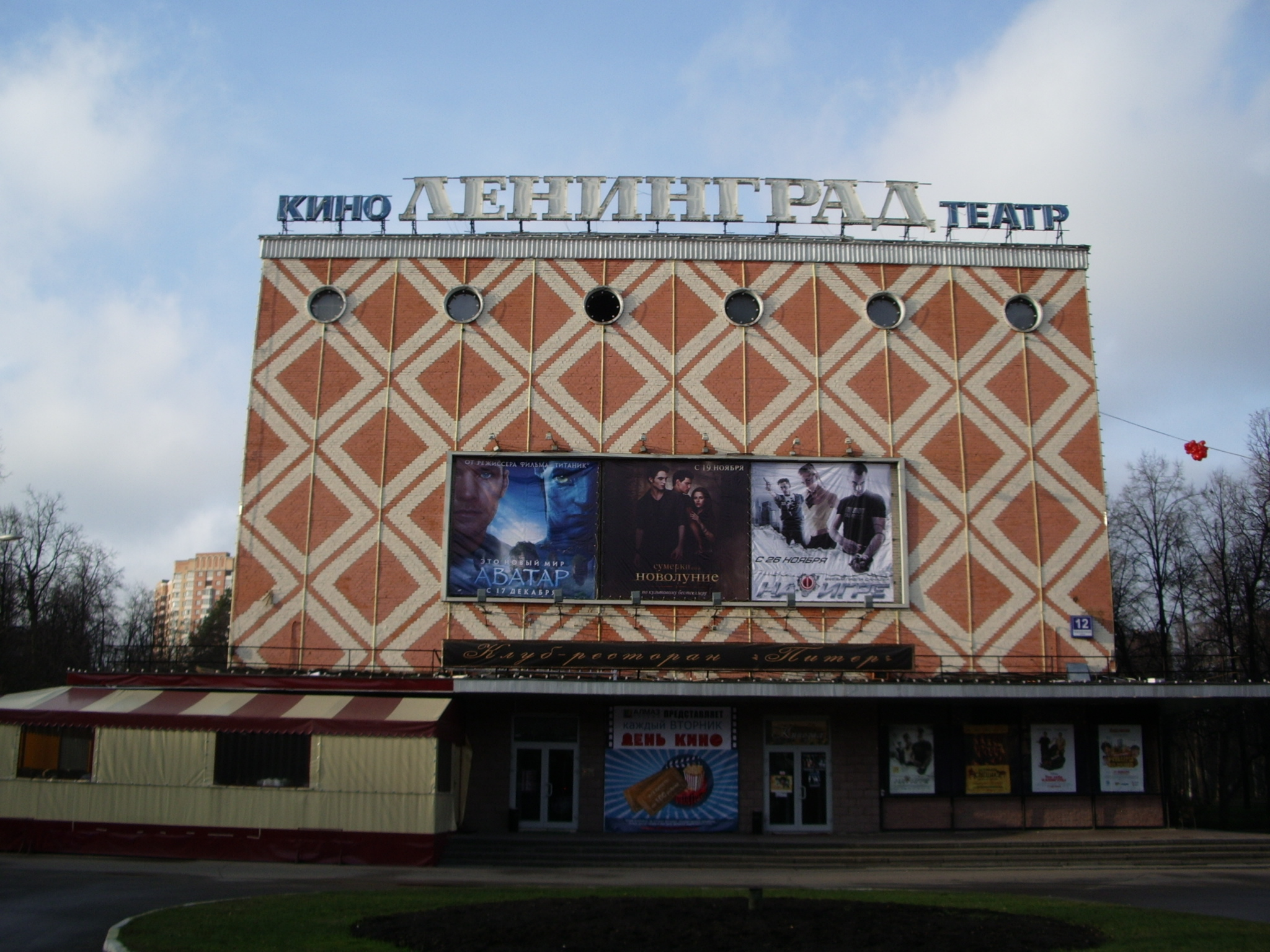
Кинотеатр «Ленинград»

- Кинотеатр «Ленинград» расположен в восточной части парка. Здание было построено в 1959 году[105] по типовому проекту архитекторов Е. И. Гильмана, Ф. А. Новикова и И. А. Покровского. Облицовка здания красным и белым кирпичом образует сетчатый рисунок, напоминающий орнамент Дворца дожей в Венеции[106]. Кинотеатр имеет статус ценного градоформирующего объекта. В кинотеатре — один зрительный зал на 476 мест;[107] в фойе располагается кафе. В марте 2011 года кинотеатр был закрыт на неопределённое время[108]. В 2013 году появились планы сноса кинотеатра и строительства на его месте торгово-развлекательного комплекса. При этом планировалось увеличить площадь здания с 2625 м² до 5600 м² и устроить подземную парковку[109]. В августе 2014 года стало известно, что этот проект отменён[70].

- Кафе «Комета» на 50 посадочных мест было открыто в парке в сентябре 1960 года. Авторы проекта — архитектор В. Володин и инженер Н. Дроздов[110] (Гипроторг). Крыша кафе была выполнена в форме равностороннего гиперболического параболоида алюминиевой конструкции[111]. Отопление торгового зала осуществлялось посредством инфракрасных излучающих горелок, установленных по его периметру[112]. После перестройки кафе было реконструировано, сменило название на «Лунный свет» и стало специализироваться на китайской кухне. В 2004 году началась реконструкция, в ходе которой здание было снесено. Зона реконструкции была огорожена металлическим забором, покрашенным в зелёный цвет, который перегородил часть дорожек парка. По разным причинам сроки окончания реконструкции неоднократно переносились, что являлось причиной недовольства местных жителей[113][114]. В начале мая 2011 года старый забор был демонтирован, и начались строительные работы. Новое здание было построено, но кафе так и не открылось (на 2023 год).

- Парк-кафе «Романов» расположено в восточной части парка неподалёку от кинотеатра «Ленинград». Кафе было построено ещё в 1960-х годах. В постсоветское время было реконструировано.
- Две детские площадки расположены в северо-восточной части парка.

## Природа

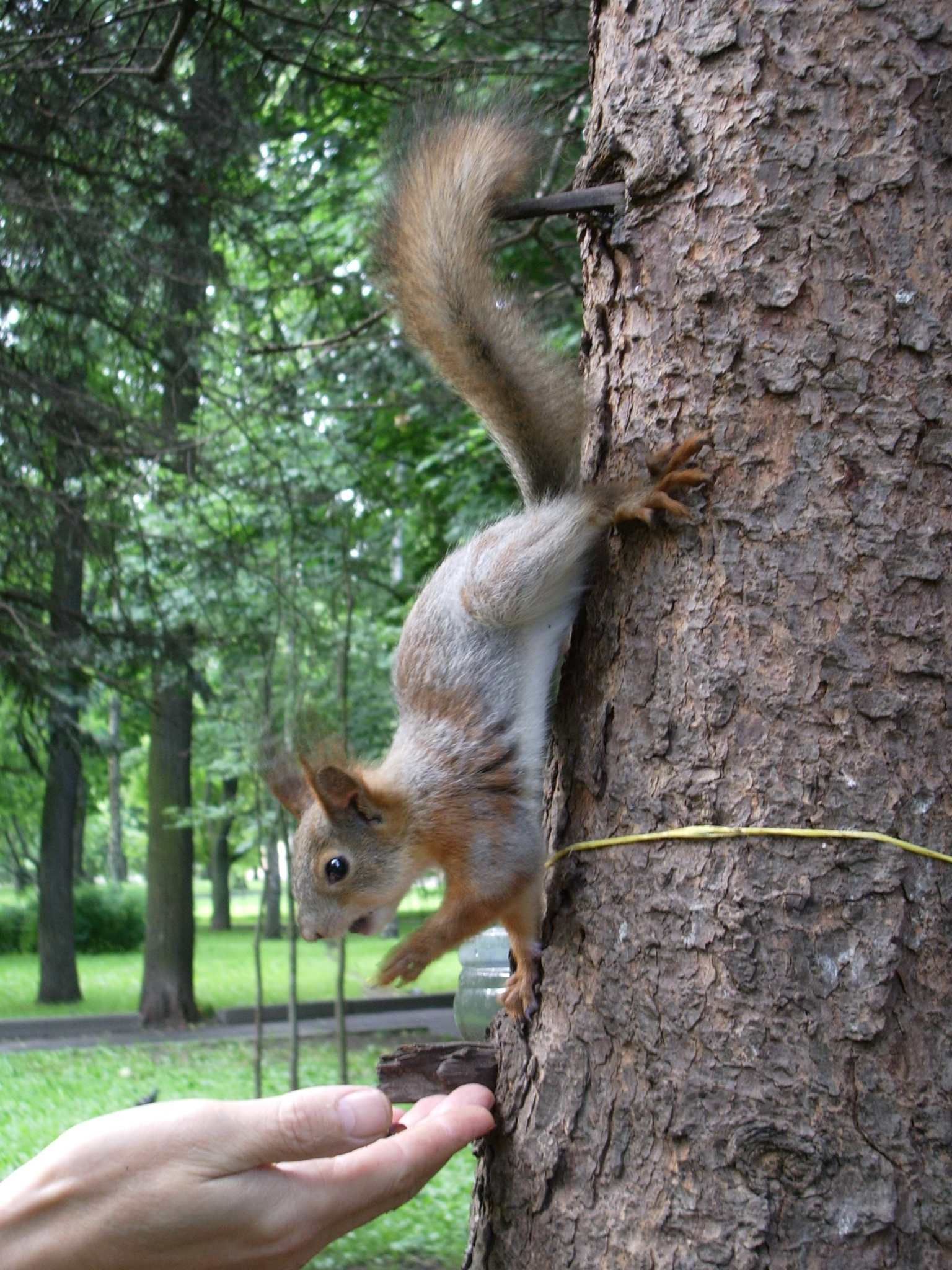
Бельчонок в парке

### Растительность
Основу озеленения парка составляют посадки послевоенного времени, сделанные без учёта первоначальной планировки. Преобладают липы мелколистные, также распространёны клёны остролистные и берёзы. Встречаются посадки дуба черешчатого, ясеня пенсильванского, клёна ясенелистного, черёмухи обыкновенной, ели колючей, яблони домашней, лиственницы европейской, рябины обыкновенной, рябины гиридной, ели обыкновенной, сосны обыкновенной, конского каштана обыкновенного и робинии ложноакациевой.
В 1961 году в парке было высажено около 200 кустов сирени. Черенки были предоставлены сиреневодом Л. А. Колесниковым, который жил рядом с парком. Среди кустарников распространены также боярышник перистонадрезанный, пузыреплодник калинолистный, арония черноплодная, дёрен белый, карагана древовидная, жимолость татарская, чубушник и шиповник.
Во время урагана 1998 года в парке было повалено множество деревьев. В 2004 году было высажено несколько молодых деревьев рябины, липы, ели и лиственницы, часть из которых засохла во время летней жары 2010 года.

### Животный мир
В парке можно увидеть несколько видов птиц, характерных для московской фауны. Среди них: сизый голубь, домовый воробей, серая ворона, обыкновенный скворец, большая синица, обыкновенная лазоревка, обыкновенный поползень, зяблик, белая трясогузка и другие.
На сравнительно небольшой территории парка обитают более десяти белок. Для них оборудовано несколько кормушек. Белки привыкли к соседству с человеком и охотно берут корм из рук.